# Camponotus
Camponotus és un gènere de formigues de la subfamília dels formicins (Formicinae) amb el tòrax en arc convex i el pedicel format per un sol segment. Són un grup ecològicament divers distribuït en totes les regions del món. Algunes de les seves espècies són formigues meleres.
A la Península Ibèrica hi ha 20 espècies, entre les quals destaca Camponotus cruentatus, una de les formigues més grans dels Països Catalans i una espècie força freqüent.

## Taxonomia
El gènere Camponotus inclou unes 1.500 espècies i subespècies, repartides en 45 subgèneres:
- Subgènere Camponotus Mayr, 1861
- Subgènere Dendromyrmex Emery, 1895
- Subgènere Forelophilus Kutter, 1931
- Subgènere Hypercolobopsis Emery, 1920
- Subgènere Karavaievia Emery, 1925
- Subgènere Manniella W.M. Wheeler, 1921
- Subgènere Mayria Forel, 1878
- Subgènere Myrmacrhaphe Santschi, 1926
- Subgènere Myrmamblys Forel, 1912
- Subgènere Myrmaphaenus Emery, 1920
- Subgènere Myrmentoma Forel, 1912
- Subgènere Myrmepinotus Santschi, 1921
- Subgènere Myrmepomis Forel, 1912
- Subgènere Myrmespera Santschi, 1926
- Subgènere Myrmeurynota Forel, 1912
- Subgènere Myrmisolepis Santschi, 1921
- Subgènere Myrmobrachys Forel, 1912
- Subgènere Myrmocladoecus W.M. Wheeler, 1921
- Subgènere Myrmodirachis Emery, 1925
- Subgènere Myrmomalis Forel, 1914
- Subgènere Myrmonesites Emery, 1920
- Subgènere Myrmopalpella Stärcke, 1934
- Subgènere Myrmopelta Santschi, 1921
- Subgènere Myrmophyma Forel, 1912
- Subgènere Myrmopiromis W.M. Wheeler, 1921
- Subgènere Myrmoplatypus Santschi, 1921
- Subgènere Myrmoplatys Forel, 1916
- Subgènere Myrmopsamma Forel, 1914
- Subgènere Myrmopytia Emery, 1920
- Subgènere Myrmosaga Forel, 1912
- Subgènere Myrmosaulus W.M. Wheeler, 1921
- Subgènere Myrmosericus Forel, 1912
- Subgènere Myrmosphincta Forel, 1912
- Subgènere Myrmostenus Emery, 1920
- Subgènere Myrmotarsus Forel, 1912
- Subgènere Myrmotemnus Emery, 1920
- Subgènere Myrmothrix Forel, 1912
- Subgènere Myrmotrema Forel, 1912
- Subgènere Myrmoxygenys Emery, 1925
- Subgènere Paramyrmamblys Santschi, 1926
- Subgènere Phasmomyrmex Stitz, 1910
- Subgènere Pseudocolobopsis Emery, 1920
- Subgènere Rhinomyrmex Forel, 1886
- Subgènere Tanaemyrmex Ashmead, 1906
- Subgènere Thlipsepinotus Santschi, 1928